# Matteo Frassineti
Matteo Frassineti, né le 15 avril 1987, à Forlì, en Italie, est un joueur italien de basket-ball. Il évolue au poste d'ailier.

## Palmarès
- EuroChallenge 2014
- 3e du championnat d'Europe des -18 ans 2005